# Route nationale 22 (Norvège)
Pour les articles homonymes, voir Route nationale 22.
La route nationale 22 (en  norvégien : Riksvei 22, abrégé Rv22) est une route nationale en Norvège.

## Description
La route nationale 22 part de la route européenne 6 dans le village d'Hvam à Lillestrøm, en bordure de l'agglomération d'Oslo.
jusqu'à Øra à Fredrikstad.
La route parcourt 117,3 kilomètres, dont 35,8 kilomètres dans le Comté d'Akershus et 81,5 kilomètres à dans le Comté d'Østfold.
La route se dirige vers le sud-est après la banlieue de Lillestrøm, avant de traverser le fleuve Glomma à Fetsund. 
Ensuite, la route se dirige vers le sud et longe le lac Øyeren. 
A Mysen, elle croise la route européenne 18, puis elle continue vers le sud-ouest à Rakkestad. 
Ensuite, la route longe le Glomma jusqu'à Sarpsborg. 
À Sarpsborg, elle croise la route européenne 6, puis la route se termine à Fredrikstad.

## Tracé
La route traverse : Hvam - Kjeller - Lillestrøm - Vinsnes - Fetsund, - Glomma -  Øyeren - Båstad - Skjønhaug (en) - Mysen - Rakkestad - Ise - Hafslund - Årum (en) - Torp (no) - Sellebakk (no) - Lundheim - Øra (no).
Le tronçon entre Homstvet et Laslett dans la municipalité d'Indre Østfold est commun avec la route européenne 18.

## Galerie

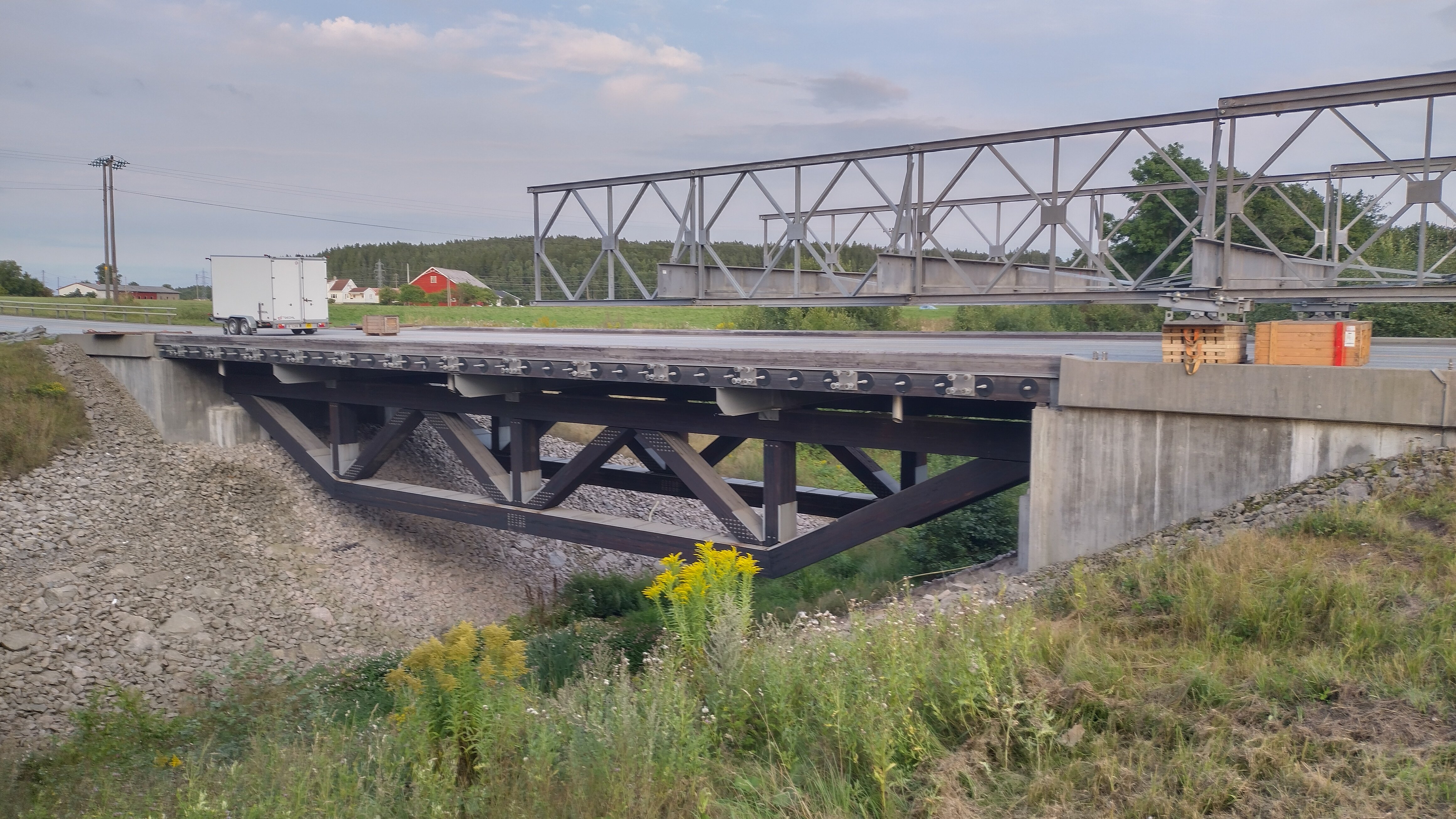
Pont de Moumbekken.
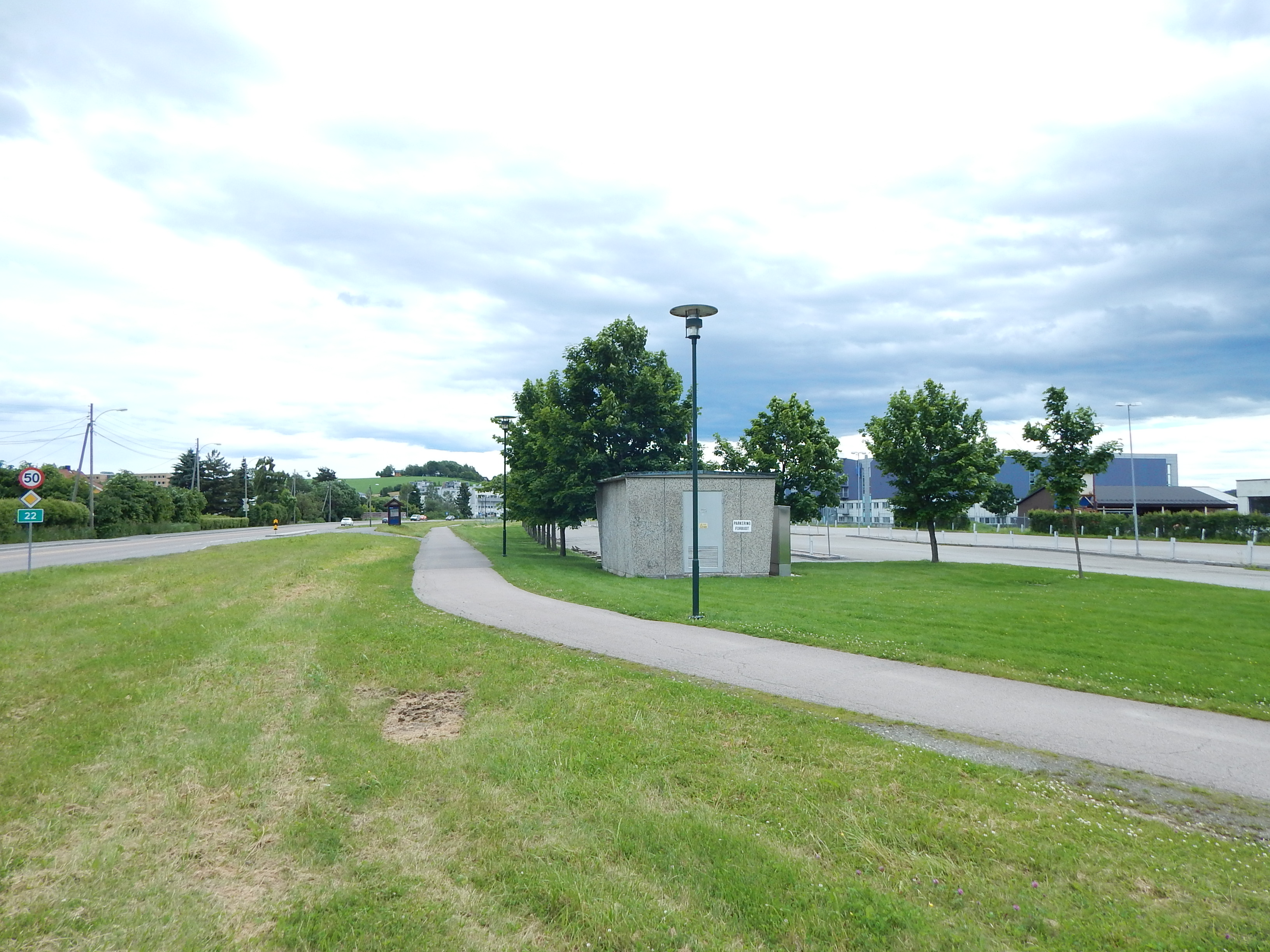
La Rv22 à Kjeller.
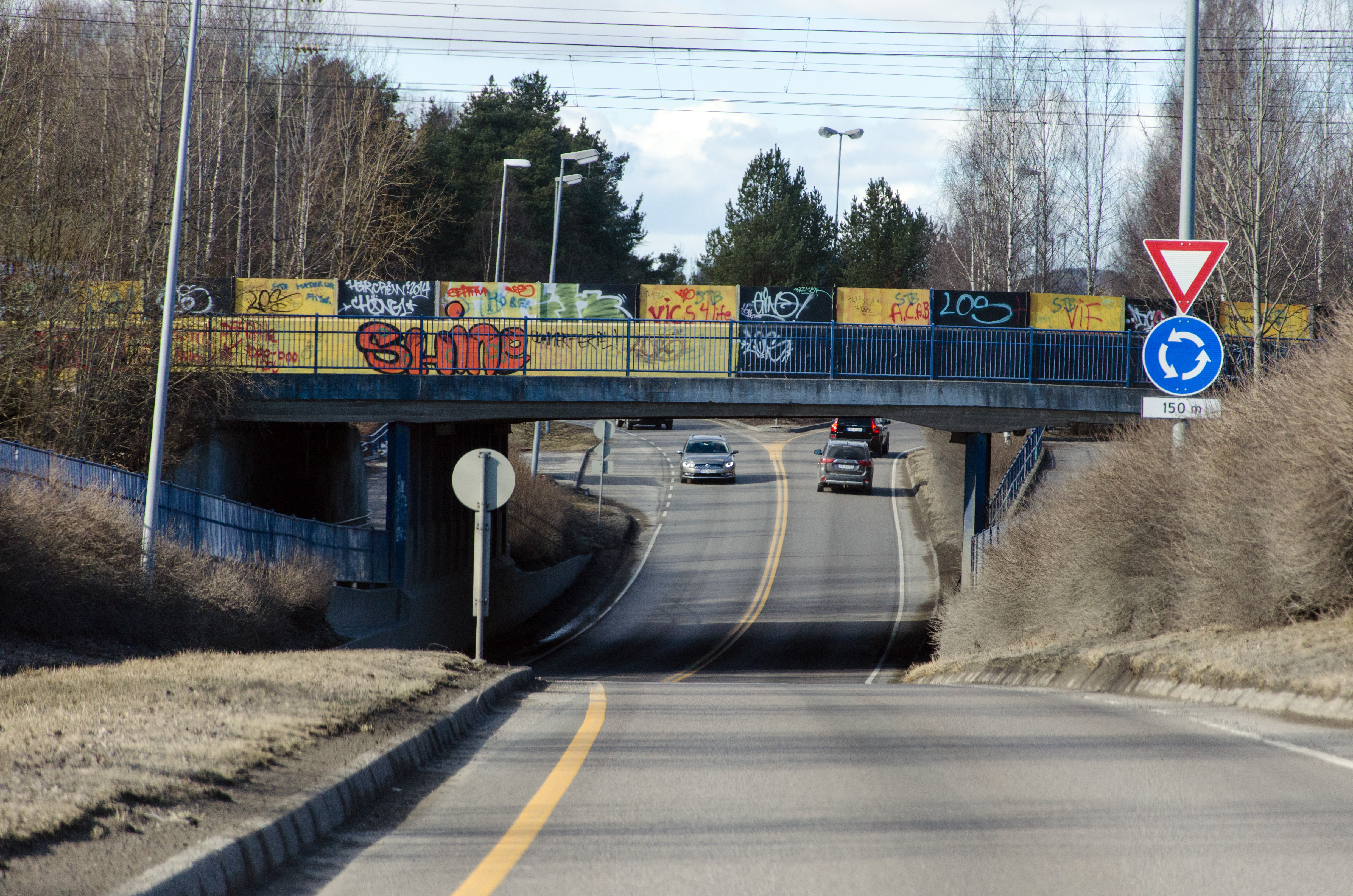